# Enakost spolov
Enakost spolov je prepričanje, da si vsakdo zasluži enakopravno obravnavo in nediskriminacijo na podlagi svojega spola. To je eden izmed ciljev Splošne deklaracije človekovih pravic Združenih narodov, ki si prizadeva za enakopravnost v zakonskem in družbenem okolju, kot na primer pri demokratičnih dejavnostih in zagotavljanju enake plače za enako delo. V praksi je cilj enakosti spolov vsesplošna enakopravna obravnava s strani družbe, ne samo v politiki, na delovnem mestu in v ostalih okoljih.